# ジャック・ニコルソンの嵐の青春
『ジャック・ニコルソンの嵐の青春』（Psych-Out）は1968年のアメリカ映画である。

## 概要
文字通りの青春映画であり、LSD文化発祥の地・サンフランシスコのヘイトアシュベリーを舞台に、ドラッグ・カルチャーにのめり込む若者達の生態を描いている。

## 世界

### 日本
内容とは裏腹になんとなく気恥ずかしくも臭い邦題のせいでレンタルを敬遠する人も少なくなかったという。
DVDでのタイトルは嵐の青春。
別題で『都会の中の俺達の城』というタイトルでテレビ放映されたことがあった。

## スタッフ
- 監督：リチャード・ラッシュ
- 脚本：ベティ・ウリアス、E・ハンター・ウィレット
- 撮影：ラズロ・コヴァックス
- 音楽：ロナルド・スタイン

## キャスト
- ジャック・ニコルソン
- スーザン・ストラスバーグ
- アダム・ロアーク
- ディーン・ストックウェル
- ブルース・ダーン